# Azolette
Azolette ist eine französische Gemeinde mit 122 Einwohnern (Stand: 1. Januar 2022) im Département Rhône in der Region Auvergne-Rhône-Alpes. Sie gehört zum Arrondissement Villefranche-sur-Saône und zum Kanton Thizy-les-Bourgs. Die Einwohner heißen Azolettons.

## Geographie
Azolette liegt etwa 14 Kilometer nordwestlich von Beaujeu in der Landschaft Beaujolais.

### Nachbargemeinden
Umgeben wird Azolette von den Nachbargemeinden Propières im Osten, Belleroche (Département Loire) im Süden sowie Saint-Germain-la-Montagne (Département Loire) im Nordosten.

## Geschichte

### Bevölkerungsentwicklung
| Jahr                       | 1962 | 1968 | 1975 | 1982 | 1990 | 1999 | 2006 | 2012 |
| Einwohner                  | 115  | 115  | 128  | 114  | 74   | 116  | 120  | 127  |
| Quellen: Cassini und INSEE |      |      |      |      |      |      |      |      |